# 二足掛け
二足掛け(にそくがけ)は、大相撲においてかつてマスコミにより報道及び記録されていた決まり手の一つ。現行の公式決まり手82手の体系には含まれていない。
掛け系の足技であり、掛けを両足で同時に行う技とされ、「古今相撲大要」では、相手に吊り上げられた時、自分の両足を相手の両足に掛ける技としている。
公式決まり手制定以前では、以下の取組が「二足掛け」として記録されている。
- 昭和12年1月場所3日目　○防長山－鯱ノ里×